# La Carolina
La Carolina is een gemeente in de Spaanse provincie Jaén in de regio Andalusië met een oppervlakte van 201 km². La Carolina telt 15.579 inwoners (1 januari 2016).

## Demografische ontwikkeling
Bron: INE; 1857-2011: volkstellingen